# Daniel Dumonstier

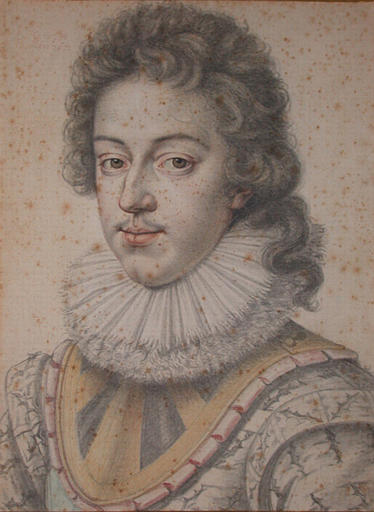
Luis XIII (1617), por Dumonstier

Daniel Dumonstier (1574 - 1646) fue un pintor y dibujante francés, considerado el mejor artista europeo de la época en la técnica del dibujo a crayón. Poco conocido en la actualidad, retrató a las grandes figuras del siglo XVII en Francia. 

## Trayectoria
Era hijo de Cosme Dumonstier, pintor, ayuda de cámara del rey, y de Charlotte Bernier. 
Su fama se debió a su calidad de retratista de dibujo a tres lápices, pero también a su personalidad. Era escéptico respecto de la religión y libertino en su forma de pensar y comportarse. Su personalidad le permitió acercarse a los más grandes del reino. Su carácter le convirtió en el único artista al que Tallemant des Réaux dedicó uno de sus cuentos, publicado bajo el título Du Moustier.
Su gabinete de curiosidades fue uno de los más famosos de París. Varios visitantes famosos vinieron a verlo, como el duque de Buckingham en 1625, ó el cardenal Pamphili, sobrino de Inocencio X.
Su biblioteca era famosa. Codiciada por Gabriel Naudé, bibliotecario de Mazarino, fue adquirida por él tras su muerte en 1646. Dumonstier era un coleccionista de novelas de caballería, poseyendo varios manuscritos, ahora en poder de la Biblioteca Mazarino.
Una exposición de 30 de sus obras y piezas importantes de la Biblioteca nacional de Francia y el Louvre se organizó en el Museo Condé de Chantilly en 2006, cuando Daniel Lecoeur publicó una tesis sobre él (Ediciones Arthéna).

## Obras
- Portrait de Gabrielle d'Estrées, hacia 1598, Bibliothèque nationale de France
- Portrait de François de l'Aubespin, Chantilly, Musée Condé.
- Portrait de Jean Duvergier de Hauranne, abbé de Saint-Cyran (grabado por Pierre Daret para la edición de las Lettres chrestiennes et spirituelles, Paris, Veuve Martin Durand, 1645).
- Portrait de Concino Concini, 1614, estompe, pastel, pierre noire, rehauts de blanc et sanguine, 47 x 34 cm, Musée du Louvre.
- Portrait de Charles Ier de Mantoue, Charleville-Mézières, Musée de l'Ardenne.
- Portrait présumé du chancelier Brûlard de Sillery, Musée du Louvre.
- Portrait dit de Diane de Vivonne, 1614, Chantilly, Musée Condé.
- Portrait de Françoise Hésèque, 1619, Paris, Bibliothèque nationale de France.
- Portrait du duc de Buckingham, 1625, Bibliothèque nationale de France
- Portrait d'homme, pierre noire et sanguine. Paris, Beaux-Arts de Paris.[3]